# جورج إدغار فنسنت
جورج إدغار فنسنت (بالإنجليزية: George Edgar Vincent)‏ هو عالم اجتماع أمريكي، ولد في 21 مارس 1864 في روكفورد في الولايات المتحدة، وتوفي في 2 فبراير 1941 في نيويورك في الولايات المتحدة.